# Francis Lastic
Francis Lastic (sinh ngày 3 tháng 2 năm 1972) là một cầu thủ bóng đá đến từ Saint Lucia, thi đấu ở vị trí hậu vệ, và hiện tại là huấn luyện viên cho đội tuyển Saint Lucia.

## Sự nghiệp
Ông ra mắt quốc tế cho Saint Lucia năm 1996 và từng thi đấu tại Vòng loại giải vô địch bóng đá thế giới.

## Sự nghiệp huấn luyện
Ông đang huấn luyện cho Đội tuyển bóng đá quốc gia Saint Lucia.